# Glacier Byron
Pour les articles homonymes, voir Byron.
Le glacier Byron est un glacier situé en Alaska.